# Дель Рио, Альберто
Хосе́ Альбе́рто Родри́гес Чукуан (исп. José Alberto Rodríguez Chucuan, род. 25 мая 1977, Сан-Луис-Потоси) — мексикано рестлер, промоутер рестлинга, комментатор и мастер смешанных единоборств, в настоящее время работающий в Ultimate Fighting Championship (UFC) в качестве комментатора. В рестлинге он наиболее известен по выступлениям в WWE под именем Альберто Дель Рио и Impact Wrestling под именем Альберто Эль Патрон.
До работы в WWE Родригес выступал под именем Дос Карас-младший как мастер смешанных единоборств и лучадор в основном в Мексике и Японии, добившись успеха в Consejo Mundial de Lucha Libre (CMLL), выиграв однажды титул чемпиона мира CMLL в тяжёлом весе. В 2009 году Родригес подписал контракт с WWE и в следующем году дебютировал в основном ростере под именем Альберто Дель Рио. В WWE он стал первым в истории WWE чемпионом мира, уроженцем Мексики, выиграв по два раза титул чемпиона WWE и титул чемпиона мира в тяжелом весе. Он также выиграл «Королевскую битву» в 2011 году и матч Money in the Bank в 2011 году, став единственным рестлером, выигравшим оба матча в один календарный год.
Родригес покинул WWE в 2014 году и выступал под именем Альберто Эль Патрон в других промоушенах, таких как Lucha Libre AAA Worldwide (AAA), Ring of Honor (ROH), Lucha Underground, японских и пуэрто-риканских промоушенах, а также в различных независимых промоушенах США. В ААА он один раз выиграл титул мега-чемпиона ААА. Он вернулся в WWE в 2015 году, дважды выиграв титул чемпиона Соединенных Штатов, а в 2016 году вновь ушел. Впоследствии он подписал контракт с Impact Wrestling и завоевал титул чемпиона мира Impact на Slammiversary XV.

## Ранняя жизнь
Альберто родился в Сан-Луис Потоси в семье известных лучадоров, он сын Дос Караса и племянник Миль Макараса. Он окончил университет в том же городе, получив образование в области архитектуры. После этого как член династии лучадоров, Альберто решил заняться греко-римской борьбой под руководством Леонеля Колесни и Хуана Фернандеса. Это позволило ему получить место в юношеской сборной по борьбе, в составе которой он смог завоевать несколько наград. Вскоре в 1997 году, он уже побеждает на юниорском чемпионате по борьбе в Чехии. Он также выиграл соревнование по борьбе на играх Центральной Америки и Карибского бассейна в его весовой категории, и три раза завоёвывал золотую медаль на Панамериканских играх. Родригес мог попасть на Олимпийские игры в 2000 году, но из-за проблем с финансированием Мексика не послала свою команду в том году.

## Карьера в смешанных единоборствах
Альберто Дель Рио, выступая под именем Дос Карас Хуниор, дебютировал в 2000 году в поединках MMA. Одним из наиболее известных противников Альберто стал Мирко Филипович, которому Дель Рио проиграл за 46 секунд, получив удар в голову: по словам Альберто, он очнулся только в раздевалке и не помнил, что произошло после удара.
С 11 октября 2016 года по 20 июля 2017 года Дель Рио занимал пост президента организации MMA Combate Americas, не обладая реальными полномочиями и занимаясь в основном продвижением MMA в средствах массовой информации Мексики. Альберто ушёл с поста, вернувшись в реслинг, а 9 июля 2019 года объявил, что проведёт осенью поединок против Тито Ортиса. Поединок в итоге состоялся 7 декабря 2019 года и закончился поражением Дос Караса Хуниора.

### Рекорд
| Боёв 15          | Побед 9 | Поражений 6 |
| ---------------- | ------- | ----------- |
| Нокаутом         | 2       | 2           |
| Сдачей           | 7       | 2           |
| Решением         | 0       | 1           |
| Дисквалификацией | 0       | 1           |

| Результат | Рекорд | Соперник                  | Способ                            | Турнир                                | Дата             | Раунд | Время | Место                 | Примечание           |
| --------- | ------ | ------------------------- | --------------------------------- | ------------------------------------- | ---------------- | ----- | ----- | --------------------- | -------------------- |
| Поражение | 9-6    | Тито Ортис                | Удушающий приём (удушение сзади)  | Combate Americas 51: Tito vs. Alberto | 7 декабря 2019   | 1     | 3:10  | Мак-Аллен, Техас, США | 95 кг на взвешивании |
| Поражение | 9-5    | Ямамото Ханси             | TKO (удары руками)                | Cage of Combat 4: Spanish Bombs       | 27 февраля 2010  | 2     | 2:47  | Мадрид, Испания       |                      |
| Победа    | 9-4    | Артур Барт                | KO (удар в голову)                | Cage of Combat 3: San Vale Todo       | 13 февраля 2010  | 1     | 3:51  | Торреон, Мексика      |                      |
| Победа    | 8-4    | Тосиюки Мория             | Удушающий приём (ущемление шеи)   | COC I: Cage of Combat I               | 26 декабря 2009  | 1     | 3:17  | Веракрус, Мексика     |                      |
| Победа    | 7-4    | Игнасио Лагуна            | Удушающий приём (удушение сзади)  | Berkman MMA Promotions I              | 15 декабря 2008  | 2     | 2:36  | Мехико, Мексика       |                      |
| Победа    | 6-4    | Хато Киёси                | Удушающий приём (удушение сзади)  | MMA Xtreme 17                         | 15 декабря 2007  | 2     | 2:31  | Гондурас              |                      |
| Победа    | 5-4    | Жуан Туа                  | Удушающий приём (гильотина)       | MMA Xtreme 14                         | 13 октября 2007  | 1     | 2:41  | Гондурас              |                      |
| Победа    | 4-4    | Джордж Кинг               | Удушающий приём (удушение сзади)  | VFX: Vale Tudo                        | 27 мая 2007      | 1     | 4:00  | Тлауак, Мексика       |                      |
| Поражение | 3-4    | Кадзухиро Накамура        | Единогласное решение              | Pride 27                              | 1 февраля 2004   | 3     | 5:00  | Осака, Япония         |                      |
| Поражение | 3-3    | Мирко «Кро Коп» Филипович | KO (удар в голову)                | Pride Bushido 1                       | 5 октября 2003   | 1     | 0:46  | Сайтама, Япония       |                      |
| Победа    | 3-2    | Брэд Колер                | Удушающий приём (ущемление плеча) | Deep: 12th Impact                     | 15 сентября 2003 | 1     | 1:25  | Токио, Япония         |                      |
| Поражение | 2-2    | Хироюки Ито               | DQ (касание канатов)              | Deep: 9th Impact                      | 5 мая 2003       | 1     | 3:21  | Токио, Япония         |                      |
| Победа    | 2-1    | Тацуаки Накано            | Удушающий приём (удушение сзади)  | Deep: 6th Impact                      | 7 сентября 2002  | 1     | 4:05  | Токио, Япония         |                      |
| Поражение | 1-1    | Кэнго Ватанабэ            | Удушающий приём (удушение сзади)  | Deep: 4th Impact                      | 30 марта 2002    | 2     | 3:52  | Нагоя, Япония         |                      |
| Победа    | 1-0    | Кэнго Ватанабэ            | TKO (перелом руки)                | Deep: 2nd Impact                      | 18 августа 2001  | 1     | 0:50  | Йокогама, Япония      |                      |

## Титулы и достижения

### Реслинг
- Consejo Mundial de Lucha Libre
  - CMLL World Heavyweight Championship (1 раз)[15]
  - Copa Jr. (2006)[7][8]
- Impact Wrestling/Global Force Wrestling
  - Глобальный чемпион GFW (1 раз)
  - Объединённый чемпион GFW в тяжёлом весе (1 раз)
- Pro Wrestling Illustrated
  - PWI ставит его под номером № 6 среди 500 реслеров PWI 500 в 2011
- World Wrestling Entertainment/WWE
  - Победитель «Королевской битвы» (2011)[16]
  - Победитель Money in the Bank от Raw (2011)
  - Чемпион WWE (2 раза)
  - Чемпион мира в тяжёлом весе (2 раза)
  - Чемпион Соединённых Штатов WWE (2 раза)
- Wrestling Observer Newsletter
  - Лучший гиммик (2010)[17]

### Luchas de Apuestas
| Ставка | Победитель    | Проигравший | Место проведения                        | Дата         | Примечания |
| ------ | ------------- | ----------- | --------------------------------------- | ------------ | ---------- |
| Маска  | Dos Caras Jr. | Darketo     | Агуаскальентес, Агуаскальентес, Мексика | 6 марта 2003 | [ 18 ]     |